# Galaxy Supernova
Singles de Girls' Generation
Love & Girls
(2013) Mr.Mr.
(2014)
Galaxy Supernova est le huitième single japonais du groupe sud-coréen Girls' Generation. Il a été inclus dans le troisième album studio japonais Love & Peace et a été dévoilé en tant que deuxième single de l'album le 18 septembre 2013. La chanson a été écrite par Frederik Tao Nordsø Schjoldan, Fridolin Nordsø Schjoldan, Kamikaoru, et Martin Hoberg Hedegaard, tandis que la production a été faite par Nozomu Tsuchiya. Galaxy Supernova peut être qualifié de chanson electropop.
La chanson a reçu des critiques généralement favorables. En effet, la presse a loué son style, le considérant proche des précédentes chansons japonaises du groupe telles que Mr Taxi et Paparazzi. La chanson atteint la troisième place de l'Oricon Singles Chart japonais et la quatrième du Japon Hot 100. Un clip vidéo est sorti le 5 septembre 2013. Pour promouvoir la chanson, les Girls' Generation ont réalisé en direct des performances sur Secret Live et sur Direct Monstre au Japon.
La chanson a finalement été certifiée Or par la Recording Industry Association of Japan pour avoir atteint les 100 000 téléchargements.

## Contexte
La chanson est sortie en CD single au Japon par EMI Records Japan, et comprend en B-side track Do the Catwalk. Le single digital a été publié dans plusieurs pays d'Asie, comme au Japon, à Hong Kong, au Singapour et à Taïwan par Universal Music Group,,. 
Galaxy Supernova a été utilisée dans une campagne de publicité pour les jeans Samantha Thavasa,.

## Réception
Galaxy Supernova a reçu des critiques généralement favorables. Jeff Benjamin de Billboard' fait l'éloge de la chanson parce qu'elle est plus accrocheuse que les précédentes chansons japonaises du groupe : Mr Taxi et Paparazzi alors qu'elles ont le même style electropop. Patrick Saint-Michel, pour The Japan Times, considère Galaxy Supernova comme l'un des meilleurs morceaux de l'album, la désignant digne successeur de Mr Taxi.
Galaxy Supernova a été un succès au Japon. Le single a pris la quatrième place dès sa sortie sur l'Oricon Daily Singles Chart. Le lendemain, la chanson a atteint le numéro un sur le classement quotidien, et a comptabilisé 14 565 ventes physiques. Elle atteint la troisième place de l'Oricon Single Chart, et est devenu la huitième meilleure vent de singles physiques pour le mois de septembre au Japon, avec la vente de 62 371 copies. Puis en décembre 2016, le single s'est écoulé à 69 533 copies.
Galaxy Supernova est entré à la 39e place du Japan Hot 100 — classement géré par le magazine Billboard — le 23 septembre 2013. Le clip de la chanson est la sixième vidéo de 2013 en nombre de vues sur YouTube pour un artiste de K-pop.

## Clip et promotions
Le video clip pour Galaxy Supernova a été réalisé par Toshiyuki Suzuki. Il est sorti le 5 septembre 2013. La vidéo présente les membres de groupe, vêtues de jeans multicolores, en train de danser, comme décrit par Benjamin. Les coulisses du tournage ont été publiées le 20 septembre 2013, et on peut les voir prendre part à des séances photos pour la marque Samantha Thavasa, et danser leur chorégraphie.

## Classements et certification
| Chart (2013)              | Meilleure position |
| ------------------------- | ------------------ |
| Japan (Oricon)            | 3                  |
| Japan Hot 100 (Billboard) | 4                  |
| Corée du Sud (Gaon)       | 17                 |

| Pays         | Certification | Ventes certifiées |
| ------------ | ------------- | ----------------- |
| Japon (RIAJ) | Or            | 100 000           |